# Christian Identity Movement
Christian Identity Movement (Mouvement de l'identité chrétienne en français) est un mouvement chrétien américain inter-églises qui regroupe des croyants racistes, antisémites et partisans du suprémacisme blanc. Bon nombre d'entre eux voient leur identité comme une interprétation eurocentriste du christianisme. 

## Pour en savoir plus

#### Notices dans des encyclopédies et manuels de références
- (en-US) Michael Barkun, Religion and the Racist Right : The Origins of the Christian Identity Movement, Chapel Hill, Caroline du Nord, University of North Carolina Press (réimpr. 1996, 1997, 2004, 2014) (1re éd. 1994), 308 p. (ISBN 9780807821459, OCLC 623905796, lire en ligne),
- (en-US) Jeffrey Kaplan, Radical Religion in America : Millenarian Movements from the Far Right to the Children of Noah, Syracuse, Etat de New York, Syracuse University Press, coll. « Religion and Politics », 1997, 253 p. (ISBN 9780815603962, OCLC 988741970, lire en ligne), p. 47-68,
- (en-US) Mary E. Williams, The White Separatist Movement, San Diego, Californie, Greenhaven Press, coll. « American Social Movements », 2002, 240 p. (ISBN 9780737710540, OCLC 1036926828, lire en ligne), p. 142-156,

#### Articles
- (en-US) Tanya Telfair Sharpe, « The Identity Christian Movement: Ideology of Domestic Terrorism », Journal of Black Studies,, vol. 30, no 4,‎ mars 2000, p. 604-623 (20 pages) (lire en ligne ),
- (en-US) Betty A. Dobratz, « The Role of Religion in the Collective Identity of the White Racialist Movement », Journal for the Scientific Study of Religion, vol. 40, no 2,‎ juin 2001, p. 287-301 (15 pages) (lire en ligne ),
- (en-US) Julius H. Bailey, « Fearing Hate: Reexamining the Media Coverage of the Christian Identity Movement », Journal for the Study of Radicalism, vol. 4, no 1,‎ printemps 2010, p. 55-73 (19 pages) (lire en ligne ),